# Daniel Bertram Ward
Prof. Dr. Daniel Bertram Ward (n. 20 de marzo de 1928 ) es un botánico estadounidense. Es Profesor titular retirado en 1995, de la Universidad de Florida.

## Algunas publicaciones
- 1979. Endangered Biota of Florida (Plants). Ed. Defenders of the Environment, Florida Committee on Rare and Endangered Plants and Animals. Special Committee on Plants. 175 pp.

### Libros
- 1953. The vascular flora of Potter Swamp, New York. Ed. Cornell University. 228 pp.
- 1959. Relationships among certain species of Sisyrinchium in northeastern North America. Ed. Cornell University. 528 pp.
- 1968. Checklist of the vascular flora of Florida, Parte 1. Ed. Agricultural Experiment Stations, Institute of Food and Agricultural Sciences, U. of Florida. 72 pp.
- 1972. Checklist of the legumes of Florida. Ed. Herbarium, Agricultural Experiment Station. 42 pp.
- john daniel Haynie, milledge Murphey, daniel bertram Ward. 1977. Important honey plants of Florida. Ed. Florida Cooperative Extension Service. 16 pp.
- derek Burch, daniel bertram Ward, David w Hall. 1988. Checklist of the woody cultivated plants of Florida. Ed. Florida Cooperative Extension Service, Institute of Food and Agricultural Sciences, U. of Florida. 88 pp.
- daniel bertram Ward, robert tso-ho Ing. 1997. Big trees: the Florida register. Ed. Florida Native Plant Society. 223 pp. ISBN 1-885258-06-2

- La abreviatura «D.B.Ward» se emplea para indicar a Daniel Bertram Ward como autoridad en la descripción y clasificación científica de los vegetales.[2]